# تاريخ الجراحة

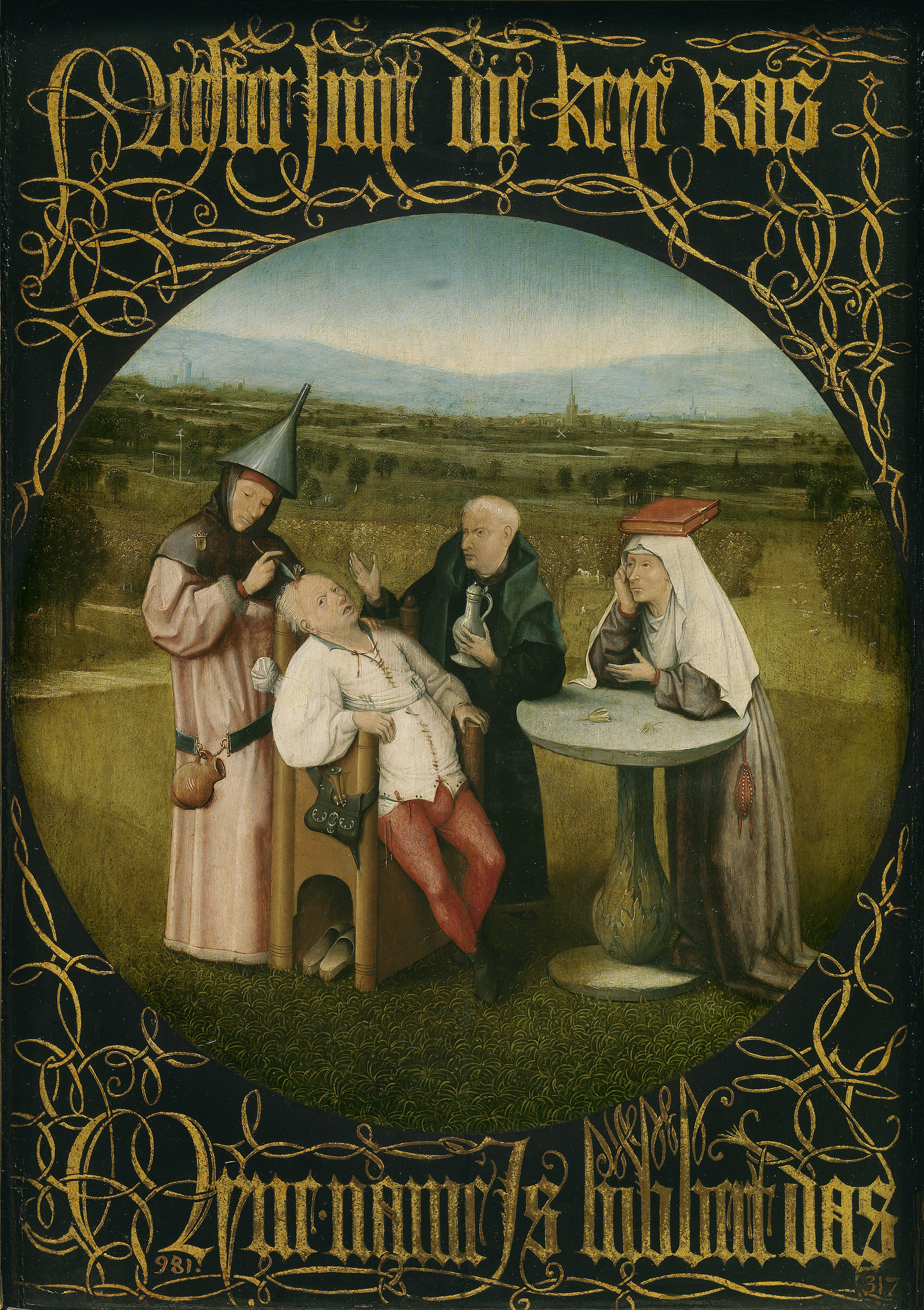
لوحة استخراج حجر الجنون (علاج الحماقة) من قِبَل هيرونيموس بوس

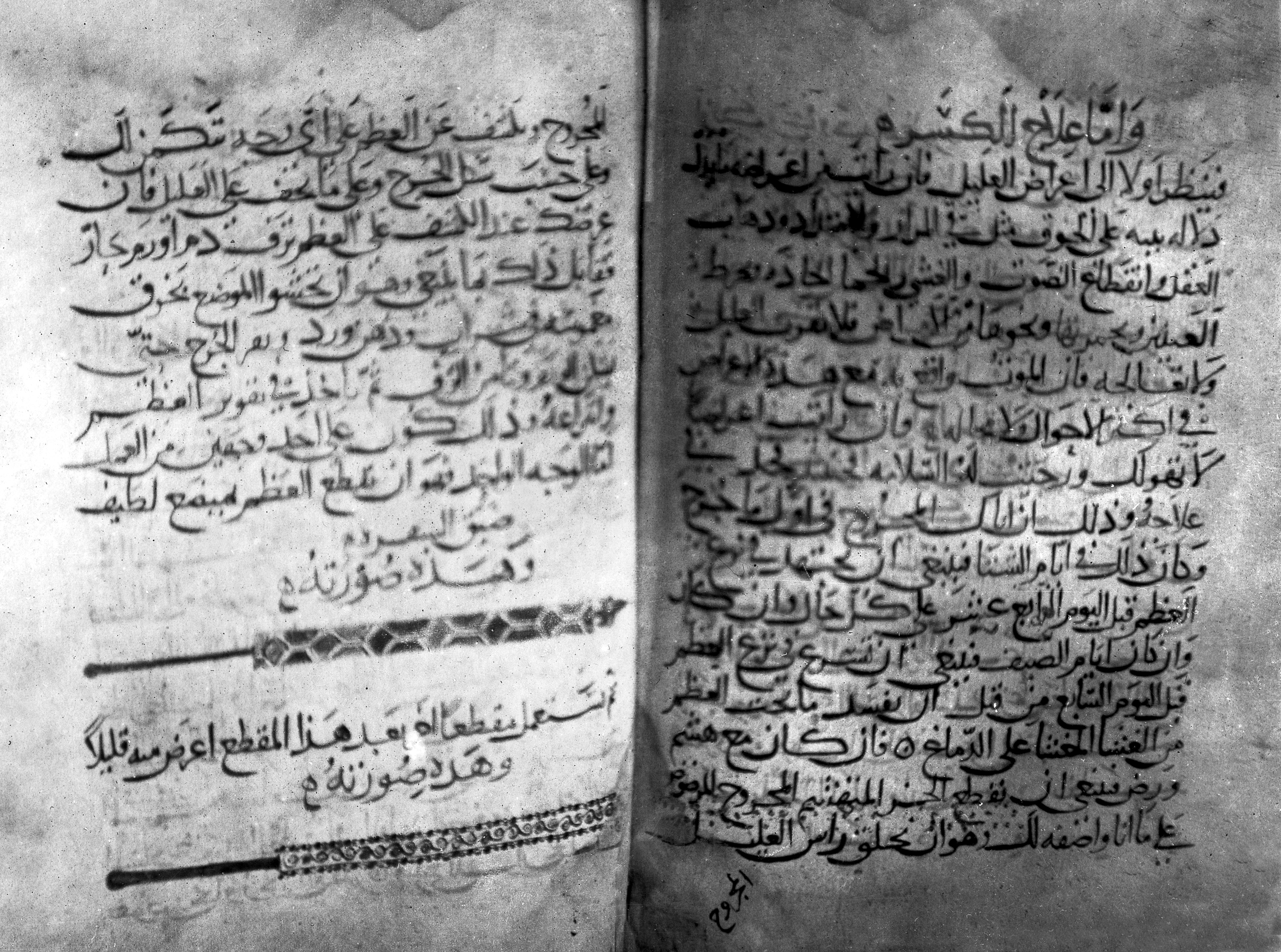
مخطوط عربي قديم عن «علاج الكسرة».

الجِرَاحَةُ هي فرعُ الطب الذي يتعامل مع البنيةِ الجسدية لتشخيص أو منع أو علاج مرض. قال أمبرواز باري، وهو جراحٌ فرنسي في القرن السادس عشر، أنَّ الجراحةَ هي «التخلصُ مما هو مُفرِط، وتركيبُ ماتمَّ خلعه، وفصلُ ما تمَّ التحامه، وضمُّ ما تمَّ تقسيمه وإصلاحُ عيوبِ الطبيعة.»
منذ عَلِم البشرُ لأول مرةٍ التعاملَ مع الأدوات، استخدموا مواهبهم لتطوير التقنيات الجراحية، وفي كل مرة أكثر تطورًا من الماضي. رغم ذلك، حتى الثورة الصناعية، كان الجراحون غير قادرين على التغلب على العقبات الرئيسية الثلاثة التي ابتُلِيت بها مهنةُ الطب: النزيف والألم والعدوى. وقد أدَّى التقدم في هذه المجالات إلى تحويل الجراحة من «الفن» المحفوف بالمخاطر إلى تخصصٍ علميّ قادر على معالجة العديد من الأمراض والحالات.

## الأصول
تطورت التقنيات الجراحية الأولى من أجل علاج الإصابات. قدَّمت مجموعة من الدراسات الأثرية والأنثروبولوجية نظرة لتقنيات الإنسان في وقت مبكر لخياطة التمزقات وبتر الأطراف غير القابلة للإنقاذ وكيّ الجروح المفتوحة. وهناك أمثلة كثيرة: استخدمت بعض القبائل الآسيوية مزيجًا من الملح الصخري والكبريت على الجروح كما وضعوه على النار ليكوي الجروح؛ استخدم الناس من ولاية داكوتا ريشة تُعلَّق على مثانة حيوانية لامتصاص الصديد. ويبدو أن اكتشاف الإبر من العصر الحجري يشير إلى أنها كانت تُستخدم في خياطة الجروح القطعية. طورت القبائل في الهند وأمريكا الجنوبية طريقة بارعة لإغلاق الجروح البسيطة من خلال تطبيق النمل الأبيض أو الجعليات (نوع من الخنافس) التي تأكل حول حواف الجرح ثم يُزال عنق الحشرة، ويُترك رأسها مُعلَّق بشكل قوي مثل الدبابيس.

### عملية النقب
العملية الأقدم التي يوجد دليل عليها هي النقب (باليونانية: τρύπανον)، حيث يتم حفر ثقب في الجمجمة بحيث تظهر الأم الجافية لعلاج المشاكل الصحية المتعلقة بالضغط داخل الجمجمة وغيرها من الأمراض. في حالة الجروح الرأسية، تم تنفيذ التدخل الجراحي للفحص وتشخيص طبيعة الجرح ومدى التأثير، وكان لابد عند إزالة شظايا العظام أن يلي ذلك إجراءات ما بعد العملية والعلاجات لتجنب العدوى والمساعدة في عملية الشفاء. وقد تم العثور على الأدلة في بقايا الإنسان قبل التاريخ من العصر الحجري القديم والعصر الحجري الحديث، وعلى جدران الكهوف، واستمر استخدام الإجراء جيدًا في التاريخ المُسجَّل (الذي وصفه الكُتَّاب اليونانيون القدماء مثل أبقراط).
من أصل 120 جمجمة من عصر ما قبل التاريخ وُجِدت في موقع دفن واحد في فرنسا تعود إلى 6500 قبل الميلاد، كان 40 منها لديه ثقوب عملة النقب. ويؤكد فولك هينشن، وهو طبيب ومؤرخ سويدي، أن الحفريات السوفياتية على ضفاف نهر الدنيبر في السبعينيات تُظهِر وجود النقب في العصر الحجري القديم الذي يعود إلى حوالي 12000 قبل الميلاد. تشير البقايا إلى أنه كان هناك اعتقادًا بأن النقب يمكنه علاج نوبات الصرع والصداع النصفي وبعض الاضطرابات النفسية.
هناك أدلة هامة على شفاء عظام الجمجمة في هياكل عظمية من عصر ما قبل التاريخ، مما يعني أن العديد من أولئك الذين خضعوا للجراحة نجوا من عملياتهم. وفي بعض الدراسات، تجاوز معدل البقاء على قيد الحياة 50٪.

### تثبيت العظام
وُجدت أمثلة على الكسور الملتئمة في العظام البشرية من عصر ما قبل التاريخ في السجل الأثري، مشيرةً للتثبيت والتجبير. كان من بين العلاجات التي استخدمها الأزتك، وِفقًا للنصوص الإسبانية خلال غزو المكسيك، تقليل العظام المكسورة: «فكان يجب تجيير العظام المكسورة وتعديلها، وإذا لم يكن هذا كافيًا؛ تُشق نهاية العظام، ويتم إدخال فرع من خشب التنوب في تجويف النخاع». طوَّر الطب الحديث تقنية مشابهة لهذا في القرن العشرين معروفة باسم تثبيت النخاع.

### الحجامة

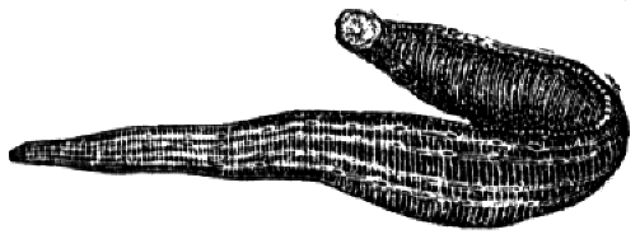
هيرودو مديسيناليس مُستنزَفة من أجل الحجامة.

يُعدّ الفصد أو الحجامة أحد أقدم الممارسات الطبية، حيث كان يُمارَس بين الشعوب القديمة المختلفة، بما في ذلك بلاد ما بين النهرين والمصريين والإغريق والمايا والأزتيك. في اليونان، كانت الحجامة مستخدمة في وقت أبقراط، الذي ذكرها ولكن بشكل عام اعتمد على التقنيات الغذائية. إلا أن إراسيستراتوس رأى أن العديد من الأمراض سببها التفشُّغ أو الإفراط في الدم، ونصح بأن تُعالَج من البداية، من خلال التمارين الرياضية والتعرق وخفض تناول الطعام والقيء. كما دعا هيروفيلوس إلى الحجامة. وقد مارس أرتشاغاثوس، وهو من أوائل الأطباء اليونانيين في روما، الحجامة على نطاق واسع. أصبح فن الحجامة شعبيًا جدًا في الغرب، وخلال عصر النهضة، يمكن للمرء أن يجد تقويمات الحجامة التي أوصت بالأوقات المناسبة لإراقة الدم خلال العام، والكتب التي ادَّعت أن الحجامة سوف تعالج الالتهابات والعدوى والسكتات الدماغية والذهان والهوس وغيرهم الكثير.

## العصور القديمة

### بلاد ما بين النهرين
رأى السومريون المرض كعقاب إلهي فرضته شياطين مختلفة عندما يكسر أحد الأفراد قاعدة. لهذا السبب، ليكون المرء طبيبًا، كان عليه أن يتعلم تحديد ما يقرب من 6000 من الشياطين المحتملة التي قد تسبب مشاكل صحية. وللقيام بذلك، استخدم السومريون تقنيات تكهنية تقوم على تحليق الطيور ومواقع النجوم وكبد بعض الحيوانات. وبهذه الطريقة، كان الطب مرتبطًا ارتباطًا وثيقًا بالكهنة، مما أدى إلى جعل الجراحة عملية طبية من الدرجة الثانية.
ومع ذلك، طوَّر السومريون العديد من التقنيات الطبية الهامة: اكتشف علماء الآثار في نينيفيه (المملكة الآشورية) أدوات برونزية ذات شحذ حاد تشبه المشرط الحديث والسكاكين والمِثقاب، وما إلى ذلك. يحتوي دستور حمورابي في حد ذاته، وهو أحد أقدم الدساتير البابلية للقوانين، على تشريعات محددة تنظم الجراحين والتعويض الطبي، فضلًا عن سوء الممارسة وتعويض الضحية:
217. إذا كان المريض عبدًا، يعطى صاحبه للطبيب شيكلين.

### مصر

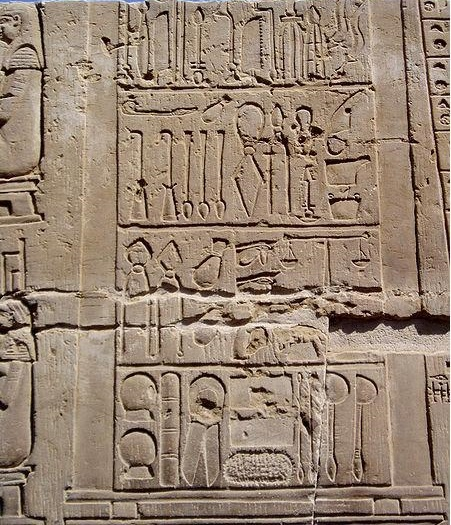
صور أدوات الجراحة في كوم أمبو، مصر

حوالي 3100 قبل الميلاد، بدأت الحضارة المصرية في الازدهار عندما أنشأ نارمر، أول فرعون مصري، العاصمة ممفيس. وأيضًا حافظت الهيروغليفية على معرفة المصريين.
في أول عهد الملكية (2700 قبل الميلاد) كُتِبت أول معاهدة عن الجراحة بواسطة إيمحتب، وزير الفرعون جوسر وكاهن وعالم فلك وطبيب وأول مهندس معماري بارز. كان مشهورًا كثيرًا لمهارته الطبية، وأصبح إله الطب في مصر. كان هناك أطباء آخرون مشهورون من الإمبراطورية القديمة (من 2500 إلى 2100 قبل الميلاد) مثل ساشميت، طبيب الفرعون ساحور ونسميناو.
على أحد أبواب مدخل معبد ممفيس، هناك أقدم نقش مسجل لإجراء طبي: الختان والنقوش في كوم أمبو. لا تزال من بين جميع الاكتشافات التي تم اكتشافها في مصر القديمة، أهم الاكتشافات المتعلقة بالمعرفة المصرية القديمة للطب هي بردية إبيرس، التي سُميت باسم مكتشفها جورج إبيرز. وتعتبر بردية إبيرس، المحفوظة في جامعة لايبزيغ، واحدة من أقدم المعاهدات في مجال الطب وأهم البرديات الطبية. يرجع تاريخ النص إلى حوالي 1550 قبل الميلاد ويصل طوله إلى 20 مترًا. يتضمن النص وصفات ودستور الأدوية ووصف العديد من الأمراض، فضلًا عن العلاجات التجميلية. فإنه يذكر كيفية العلاج الجراحي لعضَّات التمساح والحروق الخطيرة، مُوصِيًا بتصريف الالتهاب الصديدي ولكن يحذر من بعض أمراض الجلد.

#### بردية إدوين سميث

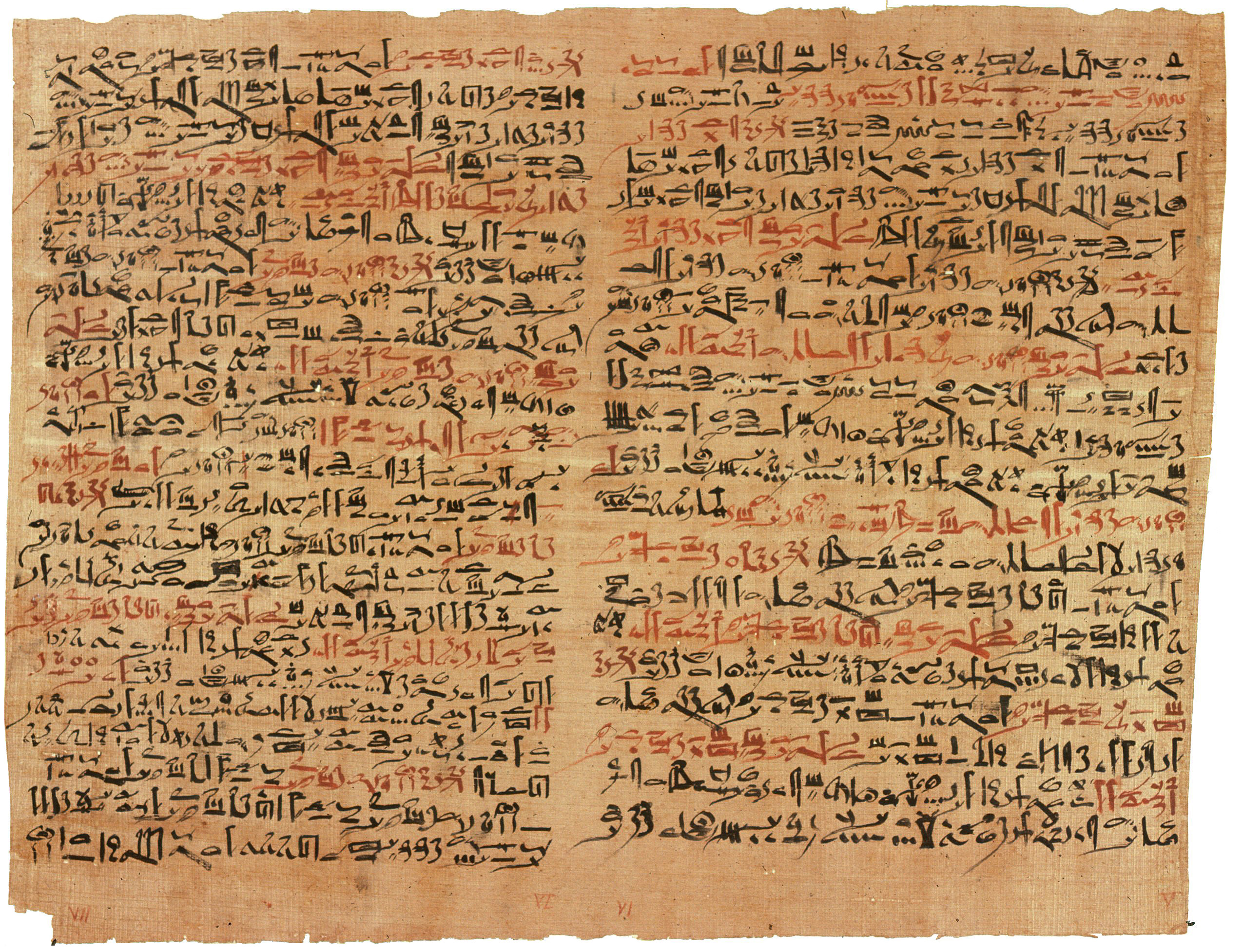
اللوحات السادسة والسابعة من بردية إدوين سميث (حوالي القرن 17 قبل الميلاد)، من النصوص الطبية الأولى.

تُعرَف بردية إدوين سميث بشكل أقل شهرة، يرجِع تاريخها إلى 1600 قبل الميلاد وطولها 5 أمتار فقط. وهي دليل لأداء جراحة الرضوض وتُعطي التاريخ المَرَضي لـ 48 حالة. كما تصف البردية العلاج لإصلاح الأنف المكسور واستخدام الغرز لإغلاق الجروح، عُولِجت العدوى بالعسل.

### الهند
اكتشف علماء الآثار أن شعب حضارة وادي السند، حتى من فترات هارابان في وقت مبكر (3300 قبل الميلاد)، كانوا على عِلم بالطب وطب الأسنان. قام عالم الأنثروبولوجيا الفيزيائي الذي أجرى الاختبارات، البروفيسور أندريا كوسينا من جامعة ميسوري - كولومبيا، بالاكتشاف عندما كان ينظف أسنان أحد الرجال. ووجدت أبحاث لاحقة في نفس المنطقة أدلة على أن الأسنان قد حُفرت، ويعود تاريخ ذلك إلى 9000 سنة إلى 7000 قبل الميلاد.
يُعتبر سوشروتا (600 قبل الميلاد) «الأب المؤسس للجراحة». وعادةً ما توضع فترة حكمه ما بين الفترة 1200 قبل الميلاد - 600 قبل الميلاد. من أقدم التواريخ التي ذُكِر فيها اسمه من مخطوطة بور حيث أُدرِج سوشروتا كأحد الحكام العشرة المقيمين في جبال الهيمالايا. وتقترح النصوص أيضًا أنه تعلم الجراحة في كاسي من اللورد دانفانتاري، إله الطب في الأساطير الهندوسية. كان مبتكرًا قديمًا في الجراحة التجميلية، درَّس ومارسَ العمليات الجراحية على ضفاف نهر الغانج في المنطقة التي تتوافق مع مدينة فاراناسي الحالية في شمال الهند. يوجد الكثير من ما هو معروف عن سوشروتا في السنسكريتية الواردة في سلسلة من المجلدات من تأليفه، والتي تُعرف باسم سوشروتا سامهيتا. وهي أحد أقدم المراجع الجراحية المعروفة، ويصف بالتفصيل الفحص والتشخيص والعلاج، وتشخيص العديد من الأمراض فضلًا عن إجراءات مختلفة من أشكال الجراحة التجميلية وجراحة الأنف.

### اليونان والعالم الهليني
يُعتبر الجراحون الآن أطباء متخصصين، في حين كان الطبيب العام المدرَّب في أوائل العالم اليوناني القديم لاستخدام يديه (÷هكٌ باللغة اليونانية) لتنفيذ جميع العمليات الطبية مثل علاج الجروح أو علاج العظام المكسورة (عملية تسمى باللغة اليونانية: ÷هéٌïٌُمهكي).
في إلياذة هوميروس أسماء اثنين من الأطباء " وهما أبناء أسكليبيوس، الأطباء بوداليريوس وماشاون والطبيب باتروكلوس. جُرِح ماشاون في القتال فسأل يوربيلس باتروكلوس "لقطع هذا السهم من فخذي، اغسل الدم بالماء الدافئ وانشر مرهمًا مهدئًا على الجرح".

#### أبقراط
يوفر القسم البقراطي، الذي كُتِب في القرن الخامس قبل الميلاد، أقرب بروتوكول للسلوك المهني والسلوك الأخلاقي يحتاجه الطبيب الشاب للالتزام في الحياة وفي علاج صحة وخصوصية مرضاه. وأدى قسم أبقراط إلى رفع معايير السلوك الطبي الأبقراطي السليم ومبادئه الطبية والجراحية الأساسية من ممارسي الطب الشعبي الآخرين الذين غالبًا ما يكونون محملين بخرافات.

#### سيلسوس والإسكندرية
كانا هيروفيلوس من خلقيدون وإراسيستراتوس من سيوس اثنين من عظماء الإسكندرية الذين وضعوا الأساس للدراسة العلمية لعلم التشريح وعلم وظائف الأعضاء. كان الجراحون الإسكندريون مسؤولين عن التطورات في الربط (الإرقاء) واستئصال الحصاة وعمليات الفتق وجراحة العيون والجراحة التجميلية وطرق الحد من الاضطرابات والكسور وتنبيب القصبة الهوائية والتخدير. يأتي معظم ما نعرفه منهم من سيلسوس وغالين من بيرغاموم (باليونانية: ألëçيüٍ).

#### جالينوس
كان جالينوس نموذجًا ممتازًا لجراح يوناني وطبيب من العصر الروماني في القرن الثاني، نفذ عمليات جراحية معقدة جدًا، وأضاف إلى حد كبير في جسم الحيوان والبشرية وعلم وظائف الأعضاء وفن الجراحة. كان من أوائل من استخدموا الترابطات في تجاربه على الحيوانات. عُرِف غالين أيضًا باسم «ملك الخيط الجراحي المعوي».

### الصين
في الصين، تم العثور على أدوات تشبه الأدوات الجراحية في المواقع الأثرية من العصر البرونزي يرجع تاريخها إلى عهد أسرة شانغ، أيضًا مع البذور المُرجَّح استخدامها للعلاج بالأعشاب.

#### هوا توه

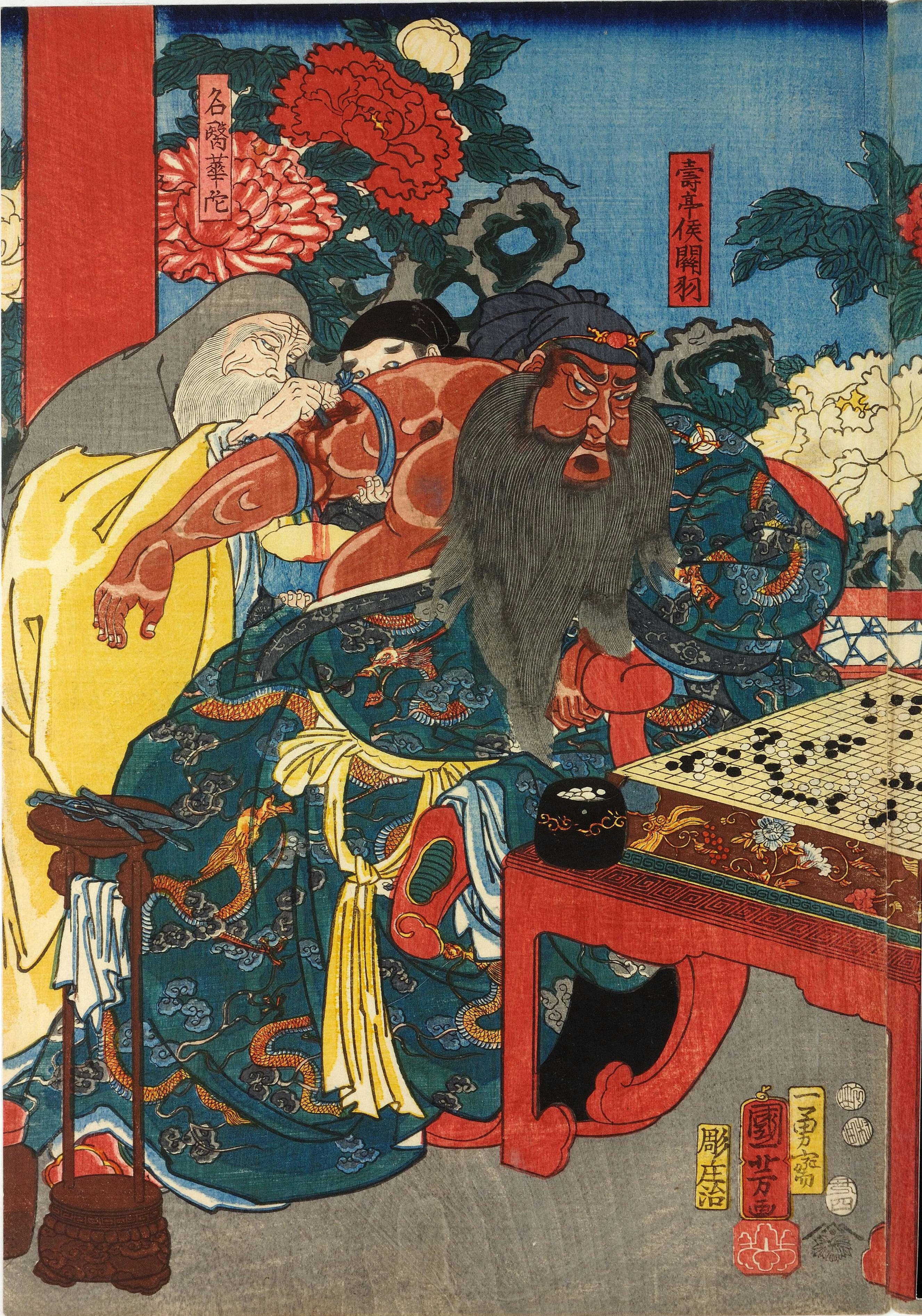
طباعة خشبية لهوا توه بواسطة أوتاغاوا كونيوشي.

كان هوا توه (140-208) طبيبًا صينيًا شهيرًا خلال عصر هان الشرقية والممالك الثلاث. كان أول شخص يقوم بإجراء عملية جراحية بمساعدة التخدير، قبل نحو 1600 سنة قبل أن يعتمد الأوروبيون هذه الممارسة. كان بيان كيو (بيين تشياو) «طبيبًا معجزة» وصفه المؤرخ الصيني سيما تشيان إذ كان له العديد من المهارات. وصف كتاب آخر، ليزي (ليه تزو) أن بيان كيو أجرى تبادل القلوب بين الناس. وهذا يحسب الفضل أيضًا لبيان كيو استخدام التخدير العام الذي من شأنه أن يضعه قبل هوا توه، ولكن المصدر في ليزي موضع شك. رغم ذلك فإنه يضع مفهوم زرع القلب قبل حوالي 300 م.

## العصور الوسطى
كان حسين بن إسحاق (809-873) طبيباً نسطورياً مسيحياً عربياً ترجم العديد من النصوص الطبية والعلمية اليونانية، بما في ذلك نصوص جالينوس الذي كتب أول علاج منهجي لطب العيون.
قدم الطبيب الفارسي محمد بن زكريا الرازي (854-925)، «أبقراط الإسلام» الطب التجريبي وكان رائدًا لطب العيون وأسس طب الأطفال.
في القرن التاسع تم تأسيس كلية الطب في ساليرنو في جنوب غرب إيطاليا، مستفيدة من النصوص العربية وازدهرت خلال القرن الثالث عشر.
ترك الطبيب اليهودي مصري المولد إسحاق بن سليمان (832-892) العديد من الأعمال الطبية المكتوبة باللغة العربية والتي ترجمتها واعتمدتها الجامعات الأوروبية في أوائل القرن الثالث عشر.
عمل الطبيب الفارسي علي بن عباس المجوسي (د 994) في مستشفى العدودي في بغداد، وترك الكتاب الكامل للفن الطبي، الذي شدد على الحاجة إلى أخلاقيات مهنة الطب وناقش التشريح وعلم وظائف الأعضاء في الدماغ البشري.
كان أبو القاسم خلف بن العباس الزهراوي (936-1013) طبيباً وعالماً أندلسياً عربياً، عاش في ضاحية زهرة قرطبة. ويعتبر جراح كبير في القرون الوسطى، على الرغم من أنه أضاف القليل إلى الممارسات الجراحية اليونانية. كانت أعماله في الجراحة مؤثرة.
كتب الطبيب الفارسي ابن سينا (980-1037) مباديء الطب، وهي توليف من الطب اليوناني والعربي الذي هيمن على الطب الأوروبي حتى منتصف القرن السابع عشر.
ترجم الرهبان الإيطالي المولود في أفريقيا (تحول إلى مسلم) قسطنطين الإفريقي (توفي 1099) من مونتي كاسينو العديد من الأعمال الطبية العربية إلى اللاتينية.
قام الطبيب الإسلامي الأسباني أفنزوار (1094-1162) بإجراء بضع الرُّغامَى الأول على الماعز، وكتب كتاب التبسيط في العلاجات والحمية، الذي أصبح شائعاً في أوروبا.
كان الطبيب الإسلامي الأسباني ابن رشد (1126-1198) أول من شرح وظيفة الشبكية وتعرف على المناعة المكتسبة مع الجدري.
في أوروبا، كانت الجامعات مثل مونبلييه وبادوا وبولونيا مشهورة بشكل خاص.
كان رولاند من بارما وجراحة الماجستير الأربعة مسؤولين عن نشر عمل روجر إلى إيطاليا وفرنسا وإنجلترا. وتأثر روجر أكثر من قبل أيتيوس القرن السادس وألكسندر تراليس وبول إيجينا القرن السابع أكثر من العرب. أسس هيو لوكا (1150-1257) مدرسة بولونيا ورفض نظرية «القيح الحميد».
كان غي دي تشولياك (1298-1368) واحداً من أبرز الجراحين في العصور الوسطى. وكان كتاب الجراحة العظمى له (1363) نصاً قياسياً للجراحين حتى منتصف القرن السابع عشر.
أهلك الموت الأسود (1350 م) والذي تلاه عصر النهضة، سكان أوروبا في حين أضعف الكنيسة وحرر العلماء للبحث عن الحكمة من العالمين البيزنطي والإسلامي.

## أوروبا الحديثة في وقت مبكر

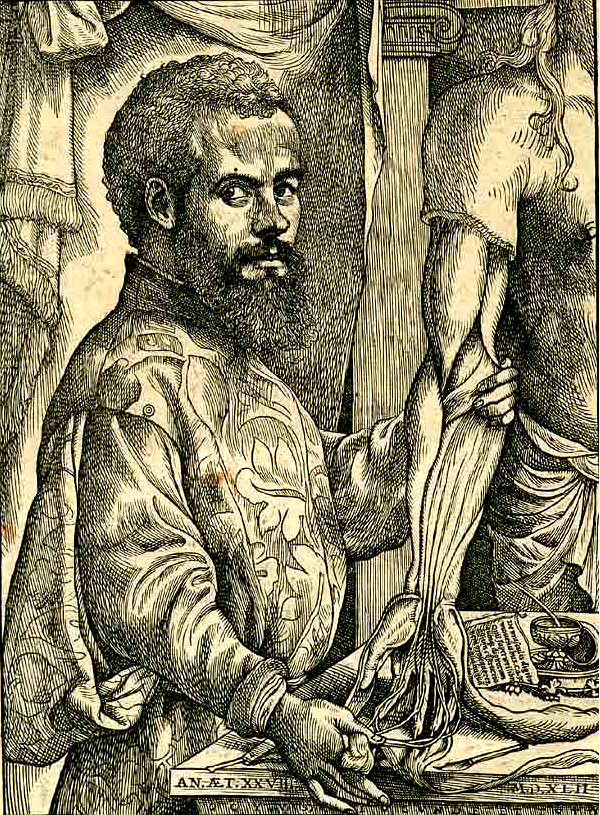
أندرياس فيساليوس (1514-1564)

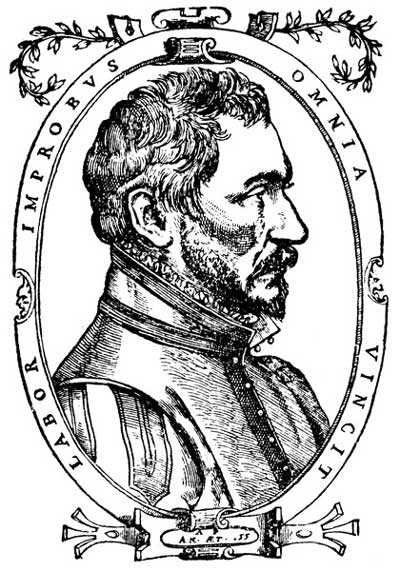
أمبرواز باريه (1515-1590)، أبو الجراحة العسكرية الحديثة.

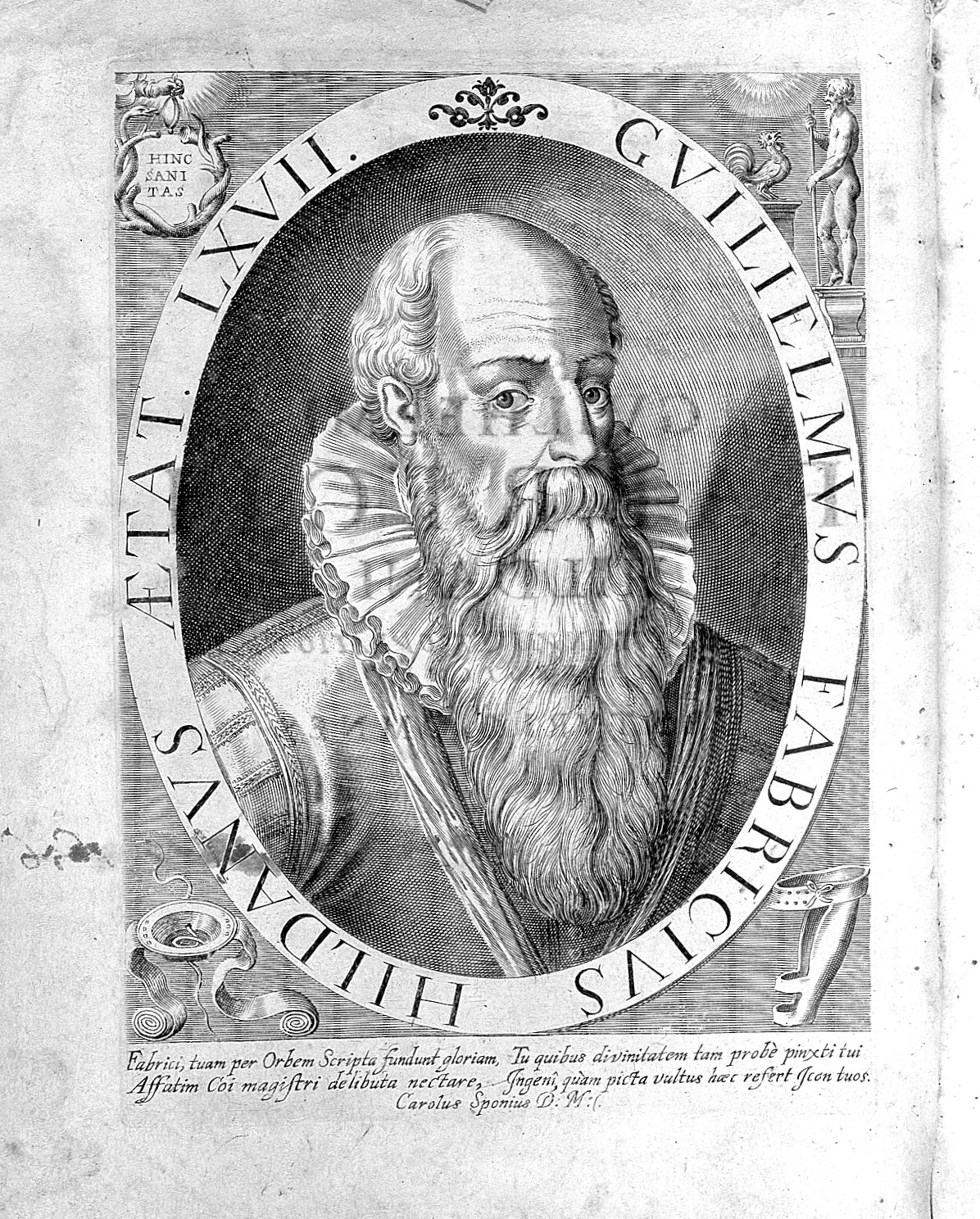
ويلهلم فابري (1540-1634)، أبو الجراحة الألمانية.

كان هناك بعض التقدم الهام لفن الجراحة خلال هذه الفترة. كان أندرياس فيساليوس (1514-1564) أستاذ التشريح في جامعة بادوا شخصية محورية في انتقال النهضة من الطب الكلاسيكي والتشريح على أساس أعمال غالين، إلى نهج تجريبي من «التدريب العملي». له أطروحة تشريحية
كشفت العديد من الأخطاء التشريحية لجالينوس، ودعا إلى أنه يجب تدريب جميع الجراحين من خلال الانخراط في العمليات الجراحية بأنفسهم.
ثاني الشخصيات الذي كان له أهمية في هذه الحقبة هو أمبرواز باريه (1515 - 1590) وهو جراح في الجيش الفرنسي من ثلاثينات القرن السادس عشر حتى تسعينات نفس القرن. كان يتم كي جروح النيران في ساحة المعركة باستخدام زيت مغلي، وهو إجراء خطير للغاية ومؤلم. بدأ باري باستخدام المرطبات، مصنوعة من صفار البيض وزيت الورد وزيت التربنتين. كما وصف تقنيات أكثر فعالية للربط الفعال للأوعية الدموية أثناء البتر.
كان من بين الشخصيات المهمة الأخرى الجراح الألماني ويلهلم فابري (1540-1634)، «أبو الجراحة الألمانية»، الذي كان أول من يُوصي ببتر الأعضاء فوق منطقة الغنغرينا. ساعدت زوجته السويسرية ومساعدته ماري كولينيت (1560-1640) على تحسين تقنيات العملية القيصرية، حيث أدخلت استخدام الحرارة لتخفيف وتحفيز الرحم أثناء المخاض، وفي عام 1624 أصبحت أول من استخدم مغناطيساً لإزالة معدن من عين مريض.

## الجراحة الحديثة

### الجراحة العلمية

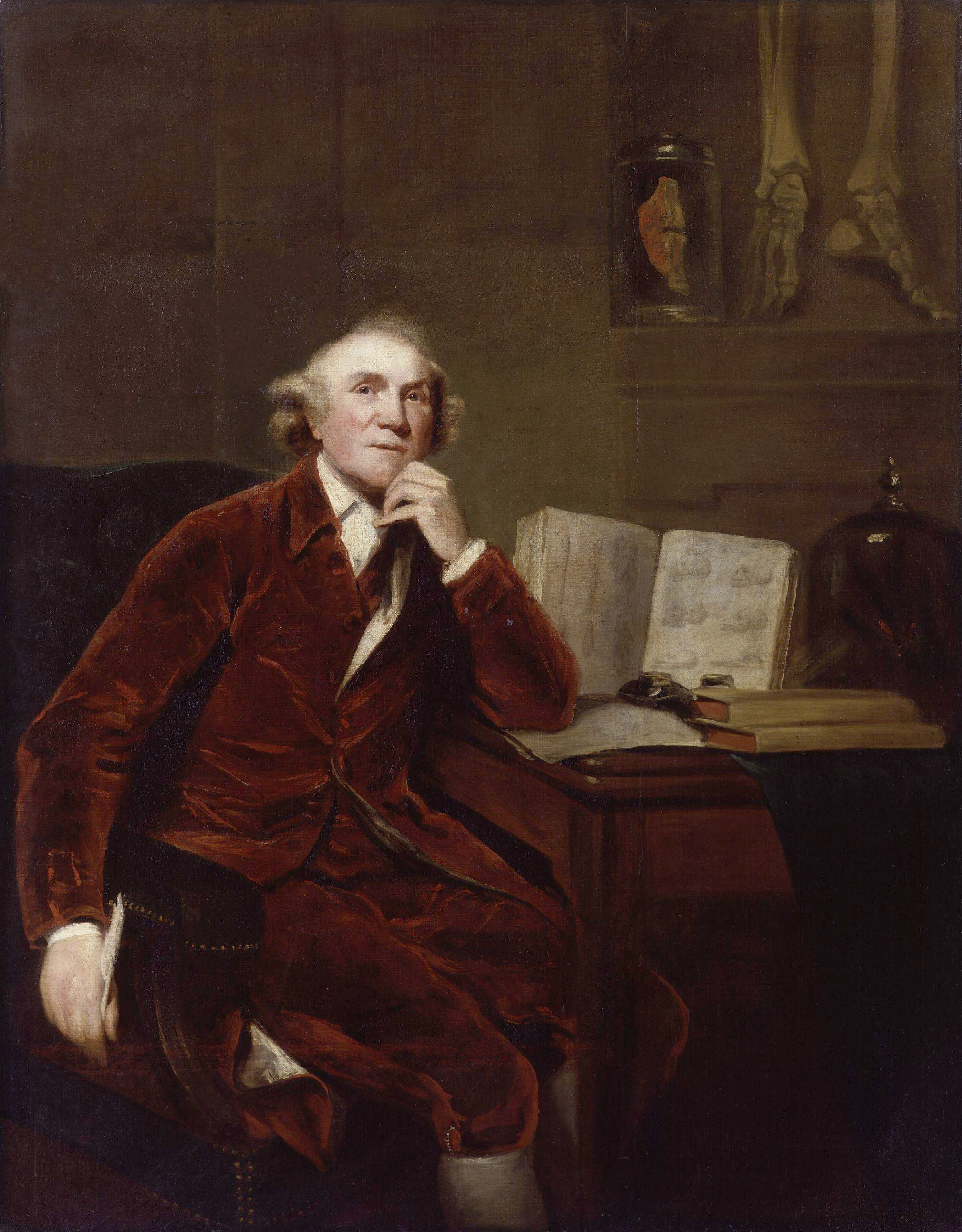
جون هنتر (1728-1793)، أبو الجراحة العلمية الحديثة.

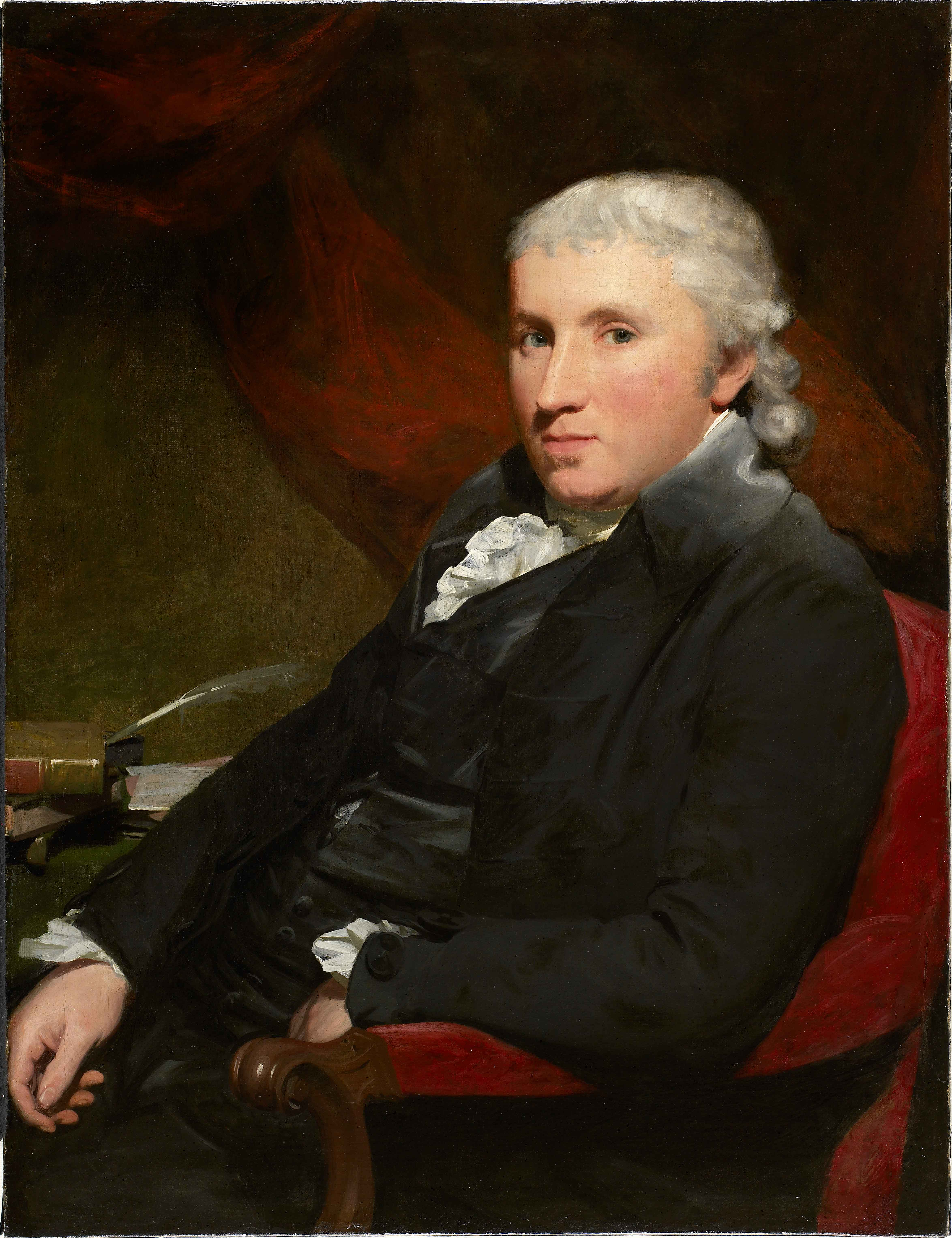
بنجامين بيل (1749-1806)، بواسطة السير هنري رايبورن.

تم وضع قانون الجراحة على أساس علمي سليم خلال عصر التنوير في أوروبا (1715-1789). وكان أحد الشخصيات المهمة في هذا الصدد هو عالم الجراحة الاسكتلندي (في لندن) جون هنتر (1728-1793)، الذي يُعتبر أبو الجراحة العلمية الحديثة. جلب نهجاً تجريبياً للعلم وكان مشهوراً في جميع أنحاء أوروبا لجودة أبحاثه وأعماله المكتوبة. أعد هنتر المعرفة الجراحية من الصفر. رفض الاعتماد على شهادات الآخرين، وأجرى تجاربه الجراحية الخاصة لتحديد الحقيقة. وللمساعدة في التحليل المقارن، قام ببناء مجموعة من أكثر من 13,000 عينة من أنظمة الجهاز المنفصل، من أبسط النباتات والحيوانات.
كانت معرفة هنتر متقدمة جدًا في الأمراض التناسلية وأدخل العديد من التقنيات الجديدة للجراحة، بما في ذلك أساليب جديدة لإصلاح الأضرار التي لحقت بوتر أخيل (العُرقوب) وطريقة أكثر فعالية لتطبيق ربط الشرايين في حالة تمدد الأوعية الدموية. وكان أيضاً واحداً من أول من فهم أهمية علم الأمراض وخطر انتشار العدوى وكيف أن مشكلة التهاب الجرح وآفات العظام والسل غالباً ما يضر بالتدخل الجراحي. واعتمد بالتالي الموقف القائل بأنه لا ينبغي استخدام جميع العمليات الجراحية إلا كملجأ أخير.
أصبح طالب هنتر بنيامين بيل (1749-1806) أول جراح علمي في اسكتلندا، داعياً للاستخدام الروتيني للأفيون للشفاء بعد العمليات الجراحية. أصبح حفيده جوزيف بيل (1837-1911) مصدر إلهام للبطل الأدبي لآرثر كونان دويل «شيرلوك هولمز».

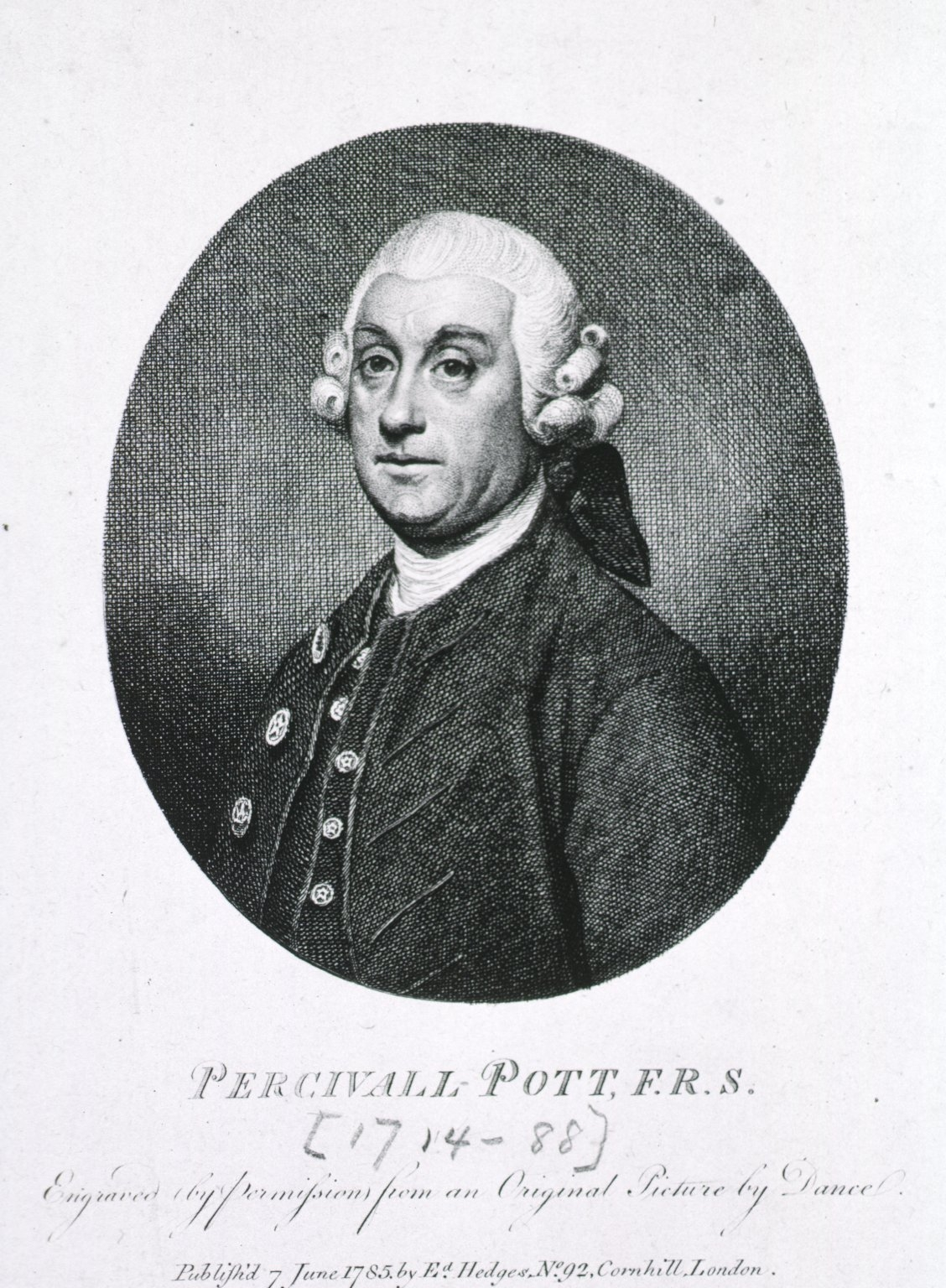
بيرسيفال بوت (1714-1788)، محفورة من صورة أصلية بواسطة ناثانيل دانس-هولاند، مكتبة الطب الوطنية، صور من تاريخ الطب.

من بين الجراحين المهمين الآخرين في القرن الثامن عشر وأوائل القرن التاسع عشر، وصف بيرسيفال بوت (1714-1788)، لأول مرة السل في العمود الفقري، وأثبت أولاً أن السرطان قد يكون ناجماً عن مادة مسرطنة بيئية بعد أن لاحظ وجود صلة بين التعرض للمداخن للكشف عن السخام وارتفاع نسبة الإصابة بسرطان الصفن. أجرى أستلي باستون كوبر (1768-1841) أول ربط ناجح للشريان الأورطي البطني. وكان جيمس سيمي (1799-1870) رائداً في بتر مفصل الكاحل وعالج بنجاح أول خلع الورك.

### تخدير

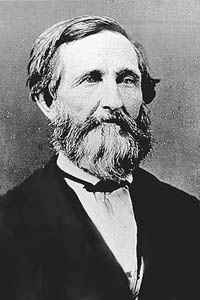
كروفورد لونغ (1815-1878)

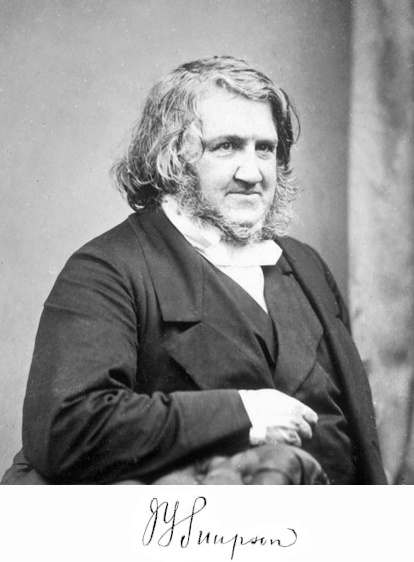
جيمس يونغ سيمبسون (1811-1870)

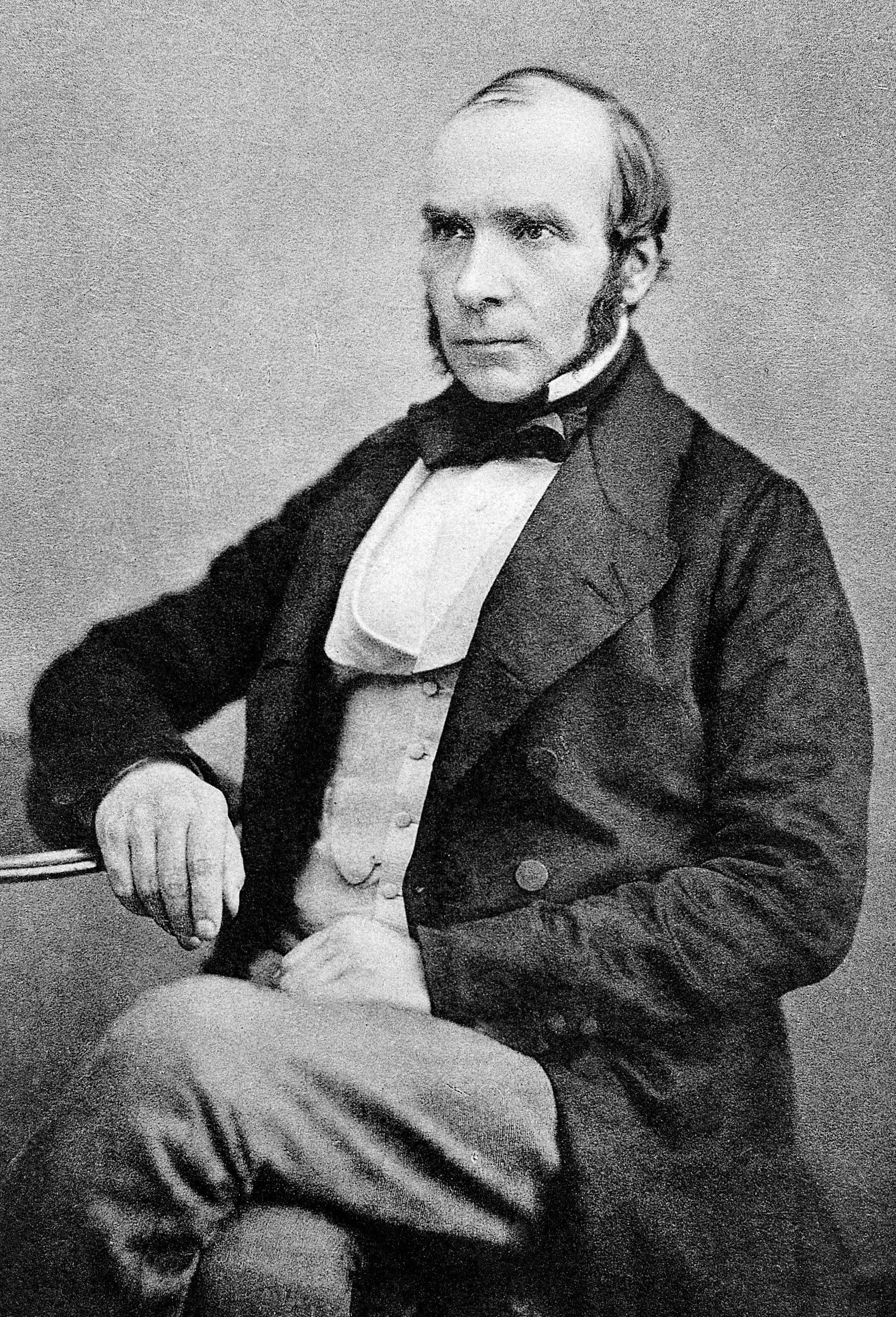
جون سنو (1813-1858)

تم اكتشاف السيطرة الحديثة على الألم من خلال التخدير في منتصف القرن التاسع عشر. قبل ظهور التخدير، كانت الجراحة عملية مؤلمة وصادمة وجرى تشجيع الجراحين على أن تكون سريعة قدر الإمكان للحد من معاناة المرضى. وهذا يعني أيضاً أن العمليات اقتصرت إلى حد كبير على عمليات البتر وعمليات الإزالة الخارجية.
ابتداءً من أربعينيات القرن التاسع عشر، بدأت الجراحة تتغير بشكل كبير في طابعها مع اكتشاف مواد كيميائية مخدرة فعالة وعملية مثل الأثير، استخدمها لأول مرة الجراح الأمريكي كروفورد لونج (1815-1878)، والكلوروفورم الذي اكتشفه جيمس يونغ سيمبسون (1811- 1870)، وبعد ذلك كان شائعاً في إنجلترا بواسطة جون سنو (1813-1858)، طبيب الملكة فيكتوريا، التي أُعطِيت الكلوروفورم في عام 1853 أثناء الولادة، يسمح التخدير بعمليات أكثر تعقيداً في المناطق الداخلية للجسم البشري، وكذلك اكتشاف مرخيات العضلات مثل كورار. كان للجراح الأمريكي ماريون سيمز (1813-83) الفضل للمساعدة في تأسيس علم أمراض النساء، ولكن في وقت لاحق تعرض لانتقادات بسبب الفشل في استخدام التخدير على الأفارقة موضع الاختبار.

### جراحة مطهرة

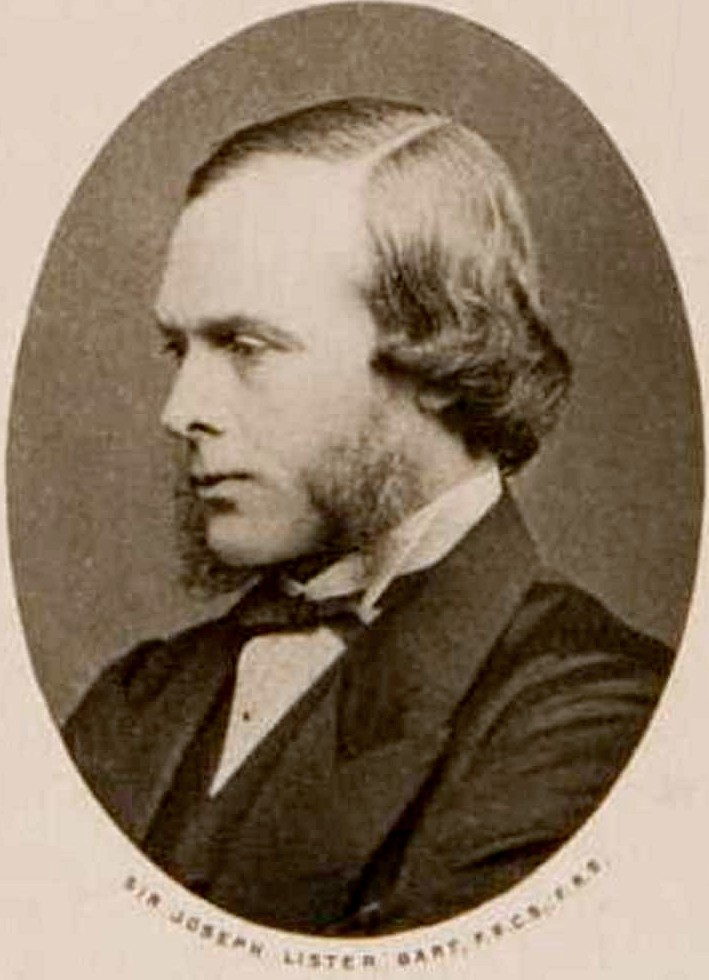
جوزف ليستر (البارون ليستر الأول) رائد استخدام المطهر في الجراحة.

شجع استخدام التخدير المزيد من العمليات الجراحية، والتي تسببت عن غير قصد في إصابة المرضى بعدوى أكثر خطورة بعد العمليات الجراحية. كان مفهوم العدوى غير معروف حتى العصر الحديث نسبياً. وتم إحراز تقدم في مكافحة العدوى في عام 1847 بواسطة الطبيب المجري إغناز سيملويس.
وحتى العمل الرائد للجراح البريطاني جوزيف ليستر في ستينات القرن التاسع عشر، كان يعتقد معظم رجال الطب أن الأضرار الكيميائية الناجمة عن التعرض للهواء السيئ مسؤولة عن عدوى الجروح. وأصبح ليستر على بينة من عمل الكيميائي الفرنسي لويس باستور، الذي أظهر أن التعفن والتخمر يمكن أن يحدث في ظل ظروف لاهوائية إذا كانت الكائنات الحية الدقيقة موجودة. اقترح باستور ثلاث طرق للقضاء على الكائنات الحية الدقيقة المسؤولة عن الغرغرينا: الترشيح والتعرض للحرارة أو التعرض للمحاليل الكيميائية. أكد ليستر استنتاجات باستور بتجاربه الخاصة وقرر استخدام النتائج التي توصل إليها لتطوير تقنيات مطهرة للجروح. وبما أن الأسلوبين الأولين اللذين اقترحهما باستور كانا غير مناسبين لعلاج الأنسجة البشرية، قام ليستر بتجربة ثالثة: رش حمض الكربوليك على أدواته، ووجد أن هذا خفّض بشكل ملحوظ من نسبة الغرغرينا. في وقتٍ لاحق في 9 أغسطس 1867، قرأ ورقة أمام الجمعية الطبية البريطانية في دبلن حول مبدأ المطهر في ممارسة الجراحة والتي أُعيدت طباعتها في المجلة الطبية البريطانية. كان عمله رائدًا ووضع الأسس للتقدم السريع في مكافحة العدوى التي أصبحت تُستخدم على نطاق واسع في غضون 50 عاماً.
استمر ليستر في تطوير أساليب محسنة من التعقيم عندما أدرك أن العدوى يمكن تجنبها بشكل أفضل عن طريق منع البكتيريا من الدخول في الجروح وأدى ذلك إلى ظهور جراحة معقمة. أمر ليستر الجراحين تحت مسؤوليته بارتداء قفازات نظيفة وغسل أيديهم في محلول كاربوليك 5٪ قبل وبعد العمليات، وغسل الأدوات الجراحية في نفس المحلول. وقدم أيضاً التعقيم بالبخار لتعقيم المعدات. ومهدت اكتشافاته الطريق للتوسع الكبير في قدرات الجراح. لأنه غالباً ما يُعتبر أباً للجراحة الحديثة. وضعت هذه التطورات الثلاثة الحاسمة - اعتماد منهجية علمية نحو العمليات الجراحية واستخدام مخدر وإدخال معدات معقمة - الأساس لتقنيات الجراحة الغازية الحديثة اليوم.
في أواخر القرن التاسع عشر، وضع ويليام ستيوارت هالستيد (1852-1922) المبادئ الجراحية الأساسية للتعقيم المعروفة باسم مبادئ هالستد. قدم هالستيد أيضاً القفازات الطبية اللاتكس. بعد أن عانت إحدى ممرضاته من تلف الجلد بسبب الاضطرار إلى تعقيم يديها بحمض الكربوليك.

### الأشعة السينية

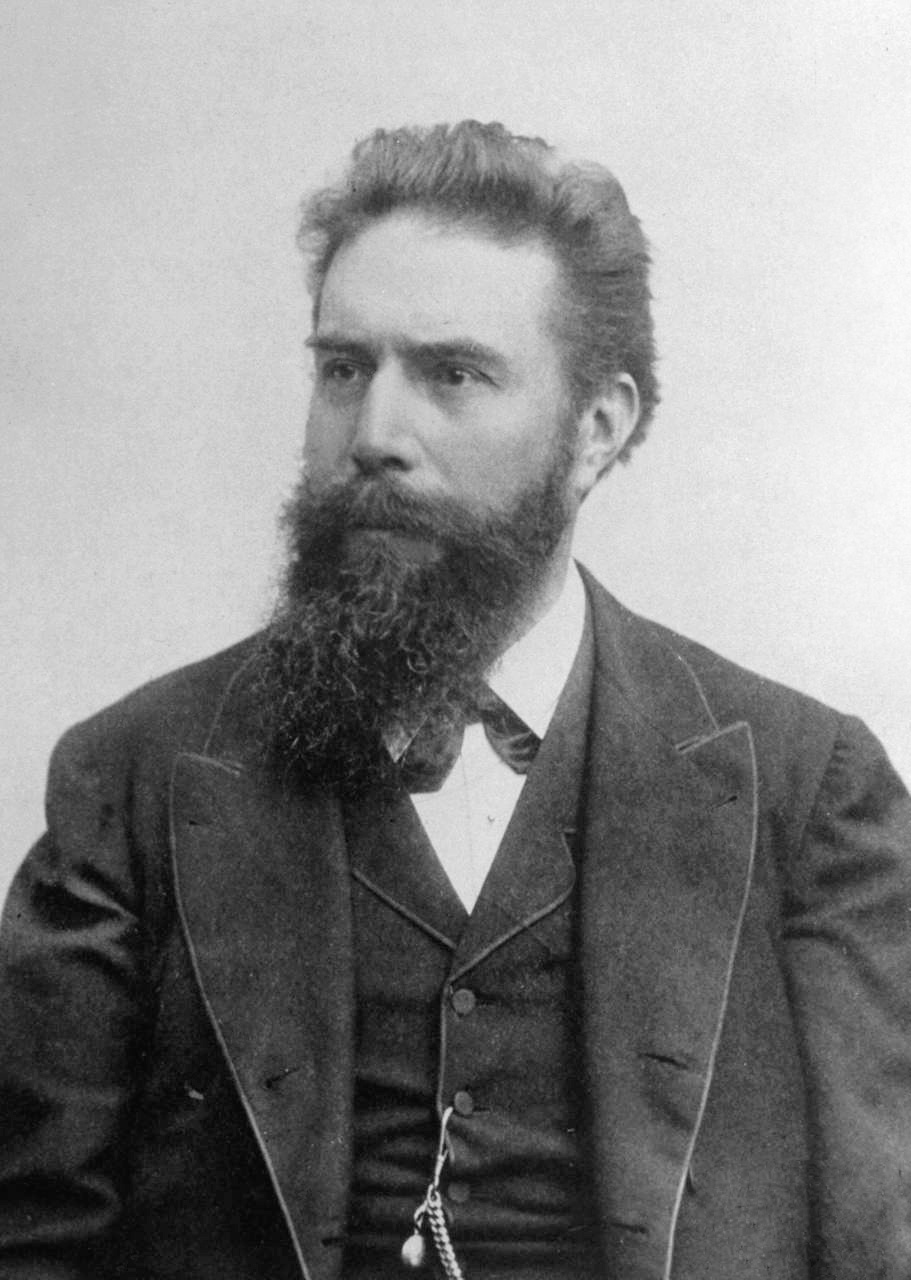
ويلهلم رونتجن (1845-1925)

بدأ استخدام الأشعة السينية كأداة تشخيص طبي هامة مع اكتشافها في عام 1895 من قِبل الفيزيائي الألماني ويليام رونتجن. ولاحظ أن هذه الأشعة يمكن أن تخترق الجلد، مما يسمح للهيكل العظمي أن يتم التقاطها على لوحة فوتوغرافية معالجة خصيصاً.

### التقنيات الحديثة
في القرن الماضي، كان لعدد من التقنيات تأثير كبير على الممارسة الجراحية. وتشمل الجراحة الكهربائية في أوائل القرن العشرين والتنظير العملي ابتداء من ستينات القرن العشرين وجراحة الليزر وجراحة بمساعدة الحاسوب والجراحة الروبوتية، وتطورت في ثمانينات القرن العشرين.

## الجدول الزمني للجراحة والإجراءات الجراحية
-قبل الميلاد.--
- 5000 قبل الميلاد. أول ممارسة معروفة لنقب الجمجمة في إنسيشيم في فرنسا.
- 3300 قبل الميلاد. نقب الجمجمة وكسور العظام والجروح في حضارة وادي الهند.
- 2613-2494 قبل الميلاد. أظهر فك في مقبرة الأسرة الرابعة المصرية علامات عملية لاستنزاف خراج مليء بالقيح تحت الرّحى الأولى.
- 1754 قبل الميلاد قانون حمورابي.
- 1600 قبل الميلاد وصفت بردية إدوين سميث من مصر 48 حالة إصابات وكسور وجروح واختلالات وأورام، مع العلاج والتشخيص بما في ذلك إغلاق الجروح بالغرز، باستخدام العسل والخبز المتعفن كمطهر.
- 1550 قبل الميلاد أدرجت بردية إبيرس من مصر أكثر من 800 من الأدوية والوصفات الطبية.
- 1250 قبل الميلاد ذُكِر أسكليبيوس وأبناؤه بوداليريوس وماشاون من قِبل هوميروس كجراحين في ساحة المعركة.[53]
- 600 قبل الميلاد سوشروتا من الهند.
- القرن الخامس قبل الميلاد مدارس الطب في نيدوس وكوز.
- 400 قبل الميلاد حول هذا العام أبقراط كوس (460 قبل الميلاد إلى 370 قبل الميلاد) أصبح «مؤسس الطب الغربي»، مع الإصرار على استخدام الأساليب العلمية في الطب، واقترح أن الأمراض لها أسباب طبيعية. وقال أنه «يجب غسل الجروح بالماء المغلي، وأنه يجب الحفاظ على يد الطبيب نظيفة وأظافره قصيرة». أصبح أول من ميز أورام الثدي الحميدة من أورام الثدي الخبيثة، ودعا إلى وقف علاج السرطان «الخفي»، مدَّعياً أن «التدخل الجراحي يسبب الموت السريع ولكن إغفال العلاج هو إطالة لأمد الحياة».

--- بعد الميلاد .--
- 50. حول هذا الوقت توفي الطبيب الجراح الروماني أولوس كورنيليوس سيلسوس الذي وصف «الأوردة المتعرجة المتوسعة» المحيطة بسرطان الثدي، مما تسبب في أن يعطي جالينوس في وقتٍ لاحق اسم السرطان (تعني في اللاتينية سرطان البحر). ونصح بعدم استئصال الثدي الجذري الذي يشمل عضلات الصدر، وحذَّر من أن الجراحة يجب أن تكون فقط في المرحلة الحميدة (الأولى من الأربعة).
- القرن الأول والثاني الميلادي. كتب سورانوس أفسس أطروحة من 4 مجلدات عن أمراض النساء.
- 200. حول هذا العام توفي جالينوس بعد الريادة في استخدام الخيط الجراحي المعوي، وموصيًا بالاستئصال الجراحي لسرطان الثدي من الأنسجة السليمة للتأكد من أنه لا «جذر واحد» متروك، مع عدم الحث على الربط والكي للسماح بصرف الصفراء السوداء.
- 200. حول هذا العام بدأ ليونيداس الإسكندري الدعوة إلى استئصال سرطان الثدي عن طريق قطع واسع من خلال الأنسجة الطبيعية مثل غالين، ولكن أوصى بشق بديل والكي، الذي أصبح المقياس للقرون الخمسة عشر المقبلة. وقدم أول وصف تفصيلي لعملية استئصال الثدي، والذي تضمن الوصف الأول لتراجع الحلمة كعلامة سريرية لسرطان الثدي.
- 208- بدأت هوا توه في استخدام الخمر والقنب كمخدر أثناء الجراحة.
- 476- أنهى سقوط روما تقدم المعرفة الطبية الجراحية العلمية في أوروبا.
- 1162. حظر مجلس الجولات «الممارسة البربرية» لعمليات جراحة سرطان الثدي.
- 1180. نشرت روجيريوس ممارسة الجراحة.
- 1214. اكتشف هيو من لوكا أن النبيذ يطهر الجروح.
- 1250. كسر ثيودوريك بورغونوني، طالب هيو من لوكا، قواعد غالين وقضى على الصديد بتقنية الجرح الجاف (تطهير الجرح والغرز).
- 1350. حول هذا الوقت دمَّر الموت الأسود أوروبا، مما حفز عصر النهضة وفيه كان السعي للتعلم من العالمين البيزنطي والمسلم.
- 1453- أدى سقوط القسطنطينية إلى هروب العديد من الباحثين إلى أوروبا وجلبوا مخطوطات طبية جراحية معهم.
- 1536. اكتشف أمبرواز باريه أن الكمادات الباردة أفضل من الزيت الساخن.
- 1543. نشر أندرياس فيزاليوس نسيج الجسم البشري.
- 1721. جلبت السيدة ماري وورتلي مونتاغو الممارسة العثمانية للتطعيم إلى إنجلترا باستخدام فيروس جدري حي.
- 1735. أدى كلوديوس أمياند أول استئصال ناجح للزائدة الدودية.
- 1775. اكتشف بيرسيفال بوت أن السخام تسبب في إصابة منظفي المداخن بسرطان الصفن.
- 1776. جون هنتر رائد التلقيح الاصطناعي.
- 1796. إدوارد جينر رائد التلقيح ضد الجدري بفيروس جدري البقر.
- 1800. تأسست الكلية الملكية للجراحين في إنجلترا.
- 1800. حول هذا الوقت أصبح الجراح الفرنسي برنارد بيريلهي أول من نقل السرطان من الناحية التجريبية إلى حيوان عن طريق حقن خلايا سرطان الثدي.
- 1805. أستلي كوبر رائد ربط الشرايين.
- 1842. كروفورد وليامسون رائد استخدام الأثير للتخدير.
- 1844. هوراس ويلز رائد استخدام أكسيد النيتروز للتخدير.
- 1848. جيمس يونغ سيمبسون رائد استخدام الكلوروفورم للتخدير.
- 1852. أصلح ماريون سيمز بنجاح الناسور المثاني المهبلي.
- 1879. بعد أن أصبح أول من شخَّص الموقع بناءً على النتائج العصبية وحدها، قام الجراح الإسكتلندي ويليام ماكوين (1848-1924) بأول عملية ناجحة لإزالة الأورام غير الأولية (المنقوبة) في الدماغ، وأصبح رائدًا لجراحة الدماغ.
- 1880. أجرى الجراح الألماني لودفيغ رين أول عملية استئصال للغدة الدرقية.
- 1882. قام وليام ستيوارت هالستيد من مستشفى جونز هوبكنز بإجراء أول استئصال جذري كامل للثدي في الولايات المتحدة، والذي أصبح العلاج القياسي.
- 1883. قام لوسون تايت بإجراء أول عملية استئصال للبوق.
- 1884. بعد أن اكتشف الطبيب الإنجليزي ألكسندر هيوز بينيت (1848-1901) الموقع بناء على النتائج العصبية وحدها، أكمل الجراح الإنجليزي ريكمان غودلي (1849-1925) أول إزالة لورم رئيسي (مكشوف) في المخ.
- 1884. كان طبيب العيون النمساوي كارل كولر أول من استخدم الكوكايين كمخدر موضعي لجراحة العيون.
- 1890. الجراح الألماني ثيميستوكليس غلوك رائد جراحة المفاصل لاستبدال الركبة واستبدال الورك بالعاج.
- 1891. أدى هنري دالتون أول عملية ناجحة لإصلاح التأمور.
- 1893. أجرى الجراح الأمريكي الأفريقي دانييل هيل ويليامز من شيكاغو عملية إصلاح الكيس التأموري الثانية الناجحة.
- 1895. اكتشف فيلهلم رونتجين الأشعة السينية.
- 1895. أُجريت أول جراحة ناجحة في القلب من قِبل الجراح النرويجي أكسيل كابيلين. رغم أن المريض توفى بعد ذلك من مضاعفات.
- 1896. أجرى الجراح الألماني لودفيغ رين أول جراحة قلبية ناجحة دون أي مضاعفات.
- 1900. حول هذا الوقت هارفي كوشينغ رائد جراحة الدماغ.
- 1901. أجرى الجراح الألماني جورج كلينج أول جراحة بالمنظار على الكلاب.
- 1901. اكتشف الطبيب النمساوي كارل لاندستينر فصائل الدم الأساسية A-B-AB-O.
- 1903. اخترع الطبيب الهولندي ويليم إينثوفن جهاز تخطيط القلب الكهربائي.
- 1905. استُخدِم نوفوكين لأول مرة كمخدر موضعي.
- 1907. أصبح الجراح النمساوي هيرمان سكلوفر أول من نجح في إزالة ورم الغدة النخامية.
- 1910. أجرى الطبيب السويسري هانز كريستيان جاكوبايوس أول جراحة بالمنظار على البشر.
- 1914. استُكشِف نقل الدم.
- 1916. أجرى الجراح النمساوي هيرمان سكلوفر أول عملية استئصال للطحال.
- 1917. أصبح الجراح الكيوي هارولد جيليز رائدًا لجراحة التجميل الحديثة للجنود البريطانيين المصابين في الحرب العالمية الأولى.
- 1925. أُجرِيت أول جراحة قلب مفتوح بواسطة الجراح الإنجليزي هنري سوتار.
- 1929. قام فيرنر فورسمان بإجراء القسطرة القلبية الأولى على نفسه.
- 1931. أول جراحة إعادة تحديد الجنس.
- 1940. أول جراحة ناجحة لاستبدال الورك المعدني.
- 1948. أول عملية جراحة قلب مفتوح ناجحة منذ عام 1925.
- 1952. أول جراحة قلب مفتوح ناجحة عن طريق خفض حرارة الجسم.
- 1953. أول استئصال باطنة الشريان السباتي.
- 1954. أول عملية زرع كلى.
- 1955. أول جهاز تنظيم ضربات القلب الاصطناعي.
- 1955. عملية الفصل الأولى للتوائم الملتصقة.
- 1961. اختُرِع زرع القوقعة الصناعية بواسطة ويليام هاوس.
- 1961. اخترع الجراح الأمريكي توماس فوجارتي قسطرة فوجارتي لاستئصال الصمة.
- 1962. أول جراحة استبدال الورك عن طريق رأب المفصل مع انخفاض عزم دوران الاحتكاك بواسطة السير جون تشارنلي.
- 1963. أول عملية زرع للكبد قام بها توماس ستارزل وآخرون.
- 1964. تم اختراع مشرط الليزر.
- 1967: أول عملية زرع قلب ناجحة بواسطة كريستيان برنارد.
- 1967. أول جراحة مجازة تاجيَّة ناجحة.
- 1972. تم إجراء الفحص المقطعي.
- 1974. أول جراحة لتومي جون.
- 1974. أول شفط للدهون بمساعدة قنية.
- 1982. تم تثبيت القلب الصناعي جارفيك-7 بنجاح.
- 1983. بدأت الجراحة بمساعدة الروبوت (الجهاز الآلي) في فانكوفر.
- 1985. أول استئصال للمرارة بالمنظار.
- 1985. اختُرع التصوير المقطعي بالإصدار البوزيتروني.
- 1987. أول عملية ناجحة لزرع القلب والرئة.
- 1998. أول علاج بالخلايا الجذعية.
- 2000. تمت الموافقة على نظام دا فينشي الجراحي من قِبل إدارة الأغذية والعقاقير.
- 2001. أول جراحة عن بعد، وذلك باستخدام نظام الجراحة بالروبوت زيوس.
- 2005. أول عملية زرع وجه جزئي بواسطة الجراح الفرنسي جان ميشيل دوبرنارد وآخرون.
- 2008. أول زرع وجه كامل بواسطة الجراح الفرنسي لوران لانتيري وآخرون.
- 2011. أول عملية ناجحة مزدوجة لزرع الساقين بواسطة الجراح الإسباني بيدرو كافاداس وآخرون.
- 2012. أول عملية زرع لليد البشرية بواسطة الجراحين في ليدز في إنجلترا.
- 2012. أول عملية زرع مزدوجة للذراع بواسطة الجراحين في جامعة جونز هوبكنز.
- 2013. الجراحة الافتراضية الأولى باستخدام زجاج جوجل بواسطة الجراحين في جامعة ألاباما.
- 2013. أول نمو لأنف بديل على وجه مريض بواسطة الجراحين في كلية إمبريال في فوتشو في الصين.
- 2014. أول زرع قضيب بواسطة الجراحين في مستشفى تيجيربيرغ في جنوب أفريقيا.
- 2015. أول عملية زرع جمجمة وفروة الرأس بواسطة الجراحين في مركز أندرسون للسرطان ومستشفى هيوستن الميثودي في ولاية تكساس.
- 2016. أول عملية زرع قضيب (في الولايات المتحدة) بواسطة الجراحين في مستشفى ماساتشوستس العام.[54]
- 2016. أول عملية زرع رحم في الولايات المتحدة في عيادة كليفلاند.
- 2016. أول زرع كبد لمريض مصاب بفيروس نقص المناعة البشرية من آخر مصاب بفيروس نقص المناعة البشرية أيضًا في جونز هوبكنز.[55]

## الأطباء الأشهر في تطوير الجراحة
- ساسروتا (600-1200 قبل الميلاد)
- هنري دي موندفيل (1260–1316)
- موندينو دي لوتزي (1275−1326)
- غي دي شولياك (1300–1368)[56]
- باراسيلسوس (1493–1541)[57][58]
- أمبرواز باريه (1510–1590)[59][60]
- هيرونيموس فبريسوس (1537–1619)[61]
- جون هنتر (1728–1793)[62][63][64]
- أستلي كوبر (1768–1843)[65][66]
- بنجامين بيل (1749–1806)[67]
- تشارلز بيل (1774–1842)[68][69]
- غيوم دوبويتران (1777–1835)[70][71][72]
- جوزف ليستر (1827–1912)[73]